# Adesione

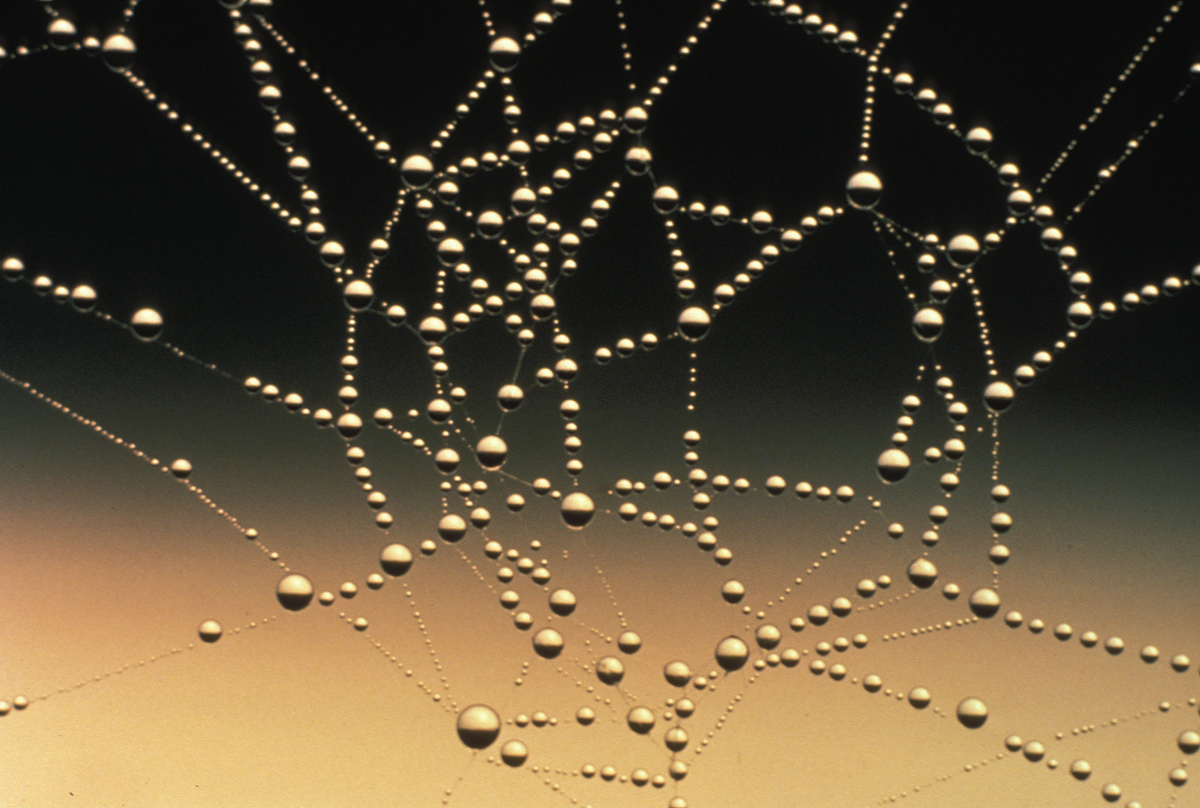
Gocce di rugiada aderiscono ad una ragnatela

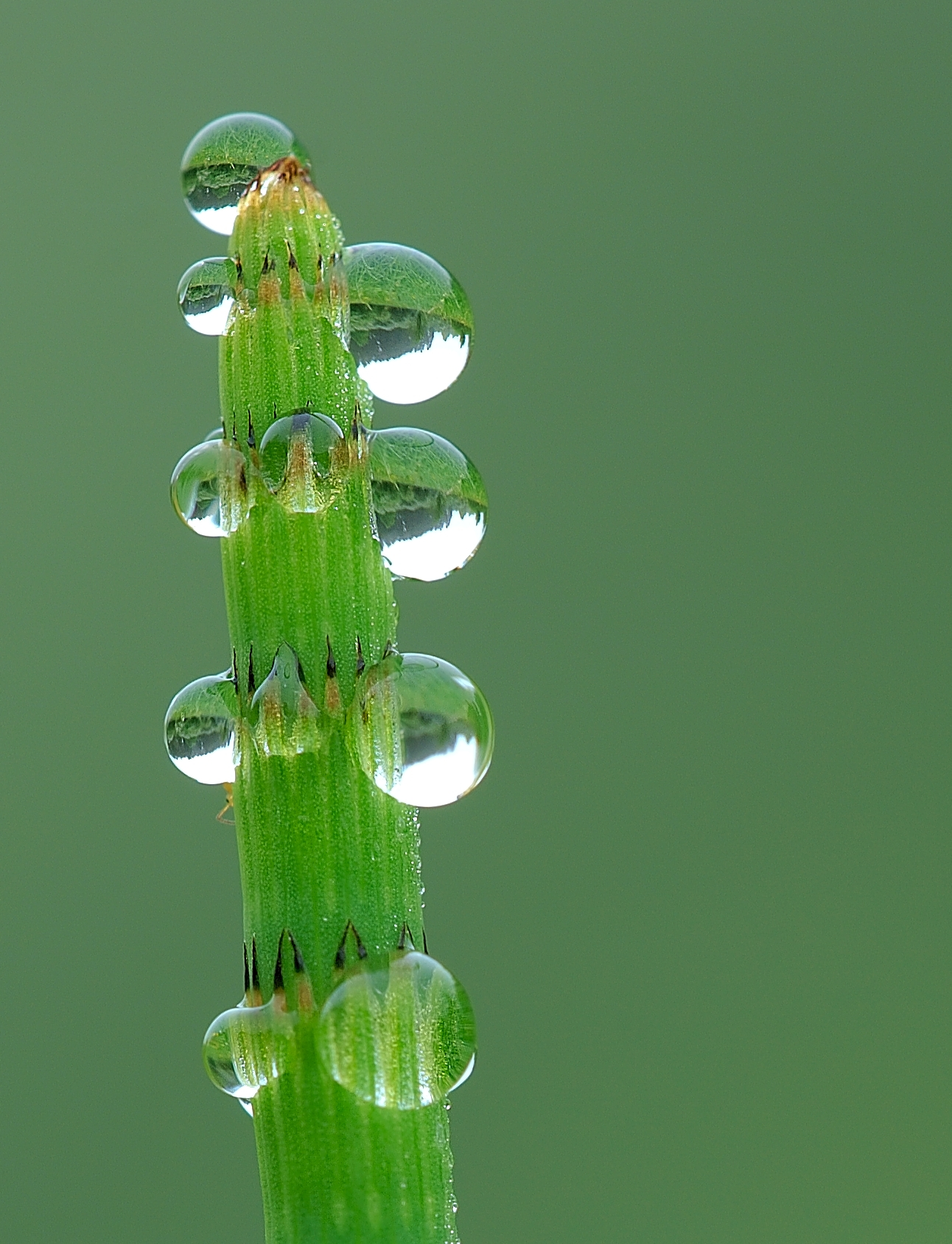
Forze di diversa natura permettono alle molecole di acqua di aggregarsi in gocce (forze di coesione) e alle gocce di aderire ai tessuti vegetali. (forze di adesione).

In chimica e in fisica l'adesione è l'insieme dei fenomeni fisico-chimici che si producono tra due materiali di natura differente posti a contatto, tramite azioni di attrazione molecolare, incastro meccanico e dell'interdiffusione. Mentre il termine "adesione" fa riferimento all'azione di attrazione tra corpi differenti, il termine "coesione" fa riferimento all'azione di attrazione tra parti differenti dello stesso corpo.
Nel caso dell'acqua, per esempio, con il termine "coesione" si indica la capacità delle molecole d'acqua di aggregarsi in gocce (grazie ai legami idrogeno), mentre l'adesione indica la capacità delle gocce d'acqua di rimanere "attaccate" alla superficie verticale di un contenitore (ad esempio una provetta) senza scivolare via.